# Davie Wilson
Pour les articles homonymes, voir David Wilson et Wilson.
David Wilson, couramment appelé Davie Wilson, né le 10 janvier 1939 à Glasgow et mort le 14 juin 2022, est un footballeur international écossais ayant évolué au poste d'ailier gauche, avant de devenir entraîneur.
Il est principalement connu pour avoir joué 11 saisons consécutives aux Rangers FC avec qui il a remporté le championnat d'Écosse et la coupe d'Écosse à 5 reprises chacun. Il est également finaliste de la Coupe d'Europe des vainqueurs de coupe en 1961. Il fait partie du Rangers FC Hall of Fame.
Il compte 22 sélections pour 10 buts inscrits en équipe d'Écosse.
Durant sa carrière d'entraîneur, il dirige le Dumbarton FC puis Queen of the South FC.

## Biographie

### Carrière en club
Natif de Glasgow, il est formé aux Rangers FC, où il restera 11 saisons, remportant 5 titres de champion, 5 coupes et 2 coupes de la Ligue et devenant finaliste de la première édition de la Coupe des Coupes, perdue face à la Fiorentina. Il inscrit un sextuplé lors d'un match contre Falkirk FC en 1962.
Après avoir fini sa carrière à Dundee United et à Dumbarton FC, il se reconvertit comme entraîneur, d'abord au Dumbarton FC, réussissant à les hisser en première division, puis à Queen of the South FC. Il rechausse les crampons en 1981 pour un unique match officiel, à 42 ans et 8 années après avoir raccroché, avec Kilmarnock FC, club où il officie alors comme assistant de l'entraîneur.

### Carrière internationale
Davie Wilson reçoit 22 sélections pour l'équipe d'Écosse (la première, le 22 octobre 1960, pour une défaite 0-2, au Ninian Park de Cardiff, contre le Pays-de-Galles en British Home Championship, la dernière le 27 mai 1965, pour une victoire 2-1, au stade olympique d'Helsinki, contre la Finlande en éliminatoires de la Coupe du monde 1966). Il inscrit 10 buts lors de ses 22 sélections dont trois doublés.
Il participe avec l'Écosse aux éliminatoires de la Coupe du monde 1962, éliminatoires de la Coupe du monde 1966 et aux British Home Championships de 1961, 1962, 1963, 1964 et 1965.

#### Buts internationaux
| no | Date             | Lieu                      | Adversaire      | Évolution | Score final | Compétition                 |
| -- | ---------------- | ------------------------- | --------------- | --------- | ----------- | --------------------------- |
| 1  | 15 avril 1961    | Wembley, Londres          | Angleterre      | 2-3       | 3-9         | British Home Championship   |
| 2  | 15 avril 1961    | Wembley, Londres          | Angleterre      | 3-5       | 3-9         | British Home Championship   |
| 3  | 7 octobre 1961   | Hampden Park, Glasgow     | Irlande du Nord | 1-0       | 6-1         | British Home Championship   |
| 4  | 14 avril 1962    | Hampden Park, Glasgow     | Angleterre      | 1-0       | 2-0         | British Home Championship   |
| 5  | 8 mai 1963       | Hampden Park, Glasgow     | Autriche        | 1-0       | 4-1         | Match amical                |
| 6  | 8 mai 1963       | Hampden Park, Glasgow     | Autriche        | 2-0       | 4-1         | Match amical                |
| 7  | 13 juin 1963     | Santiago Bernabéu, Madrid | Espagne         | 4-1       | 6-2         | Match amical                |
| 8  | 25 novembre 1964 | Hampden Park, Glasgow     | Irlande du Nord | 1-1       | 3-2         | British Home Championship   |
| 9  | 25 novembre 1964 | Hampden Park, Glasgow     | Irlande du Nord | 3-2       | 3-2         | British Home Championship   |
| 10 | 27 mai 1965      | Stade olympique, Helsinki | Finlande        | 1-1       | 2-1         | Qualif. Coupe du monde 1966 |

## Palmarès

### Comme joueur
- Rangers FC :
  - Finaliste de la Coupe d'Europe des vainqueurs de coupe en 1961
  - Champion d'Écosse en 1956-57, 1958-59, 1960-61, 1962-63 et 1963-64
  - Vainqueur de la Coupe d'Écosse en 1960, 1962, 1963, 1964 et 1966
  - Vainqueur de la Coupe de la Ligue écossaise en 1961 et 1962
  - Vainqueur de la Glasgow Cup en 1960
  - Vainqueur de la Glasgow Merchants Charity Cup en 1957 et 1960
- Dumbarton FC :
  - Champion de D2 écossaise en 1971-72

### Comme entraîneur
- Dumbarton FC :
  - Vice-champion de D2 écossaise en 1983-84